# Trädseglare
Trädseglare (Hemiprocnidae) är en familj inom ordningen seglar- och kolibrifåglar som omfattar det enda släktet Hemiprocne med fyra arter. Familjen är nära besläktad med familjen seglare. Familjen förekommer från Indien och Sydostasien genom Indonesien till Nya Guinea och Salomonöarna.

## Utseende och anatomi
Trädseglare är små till medelstora seglarfåglar, med en längd på 15–30 cm. De har långa vingar, där merparten av vinglängden utgörs av de förlängda handpennorna och armen istället är ganska kort. De skiljer sig från seglarna genom sin fjäderdräkt som är mjukare och har tofs eller annan ansiktsbefjädring. De har även en lång kluven stjärt. Anatomiskt skiljer de sig ifrån seglare genom skillnader i skelettet vad gäller kranium och gom, och genom tarsens och baktåns anatomi, vilket resulterar i att trädseglare kan vila på grenar och dylikt vilket inte seglare kan. Hanarna har iriserande (skimrande) mantelfjädrar. 

## Biotop och föda
Trädseglarna lever i många skogshabitat. Mindre trädseglare förekommer främst i gammal skog och är en mycket skicklig flygare. Den födosöker nära växtligheten precis under trädkronorna. Den observeras sällan i sekundärskog eller i trädplanteringar och aldrig i öppna biotoper. Andra arter är mindre specialiserade i sitt val av habitat. Tofsträdseglare förekommer i en mängd biotoper som fuktig skog och lövskog medan grön trädseglare återfinns i nästan alla skogsbiotoper från mangroveskog till bergsskogar. Alla fyra arter är insektsätare men deras exakta födoval är än så länge okända.

## Häckning
Paret bygger boet tillsammans som fästs med ett limliknade sekret mot en trädgren. Honan lägger ett ägg. Färgen på ägget varierar från vitt till grått. Data om ruvningstider är otillräckliga men antas vara förhållandevis längre för de större arterna. Ungarna har ett grått dun när de kläcks och föräldrarna föder dem små pellets av uppstött mat.

## Familjens arter
- Tofsträdseglare (Hemiprocne coronata)
- Grön trädseglare (Hemiprocne longipennis)
- Mindre trädseglare (Hemiprocne comata)
- Skäggträdseglare (Hemiprocne mystacea)